# Jesenski i Turk
Jesenski i Turk hrvatska je tvrtka koja se bavi nakladničkom djelatnošću, prodajom i distribucijom knjiga.

## Povijest
Naklada Jesenski i Turk osnovana je 1997. godine u Zagrebu. Tijekom nekoliko desetljeća objavila je više stotina naslova. Vlasnik je i nekoliko antikvarijata u Zagrebu.

## Nakladnička djelatnost
Objavljuje kapitalna djela društvenih i humanističkih znanosti, aktualna i već klasična djela iz područja popularne znanosti te esejistiku, publicistiku i književna djela. Kroz niz biblioteka tematski ili konceptualno povezanih naslova Jesenski i Turk nastoji promicati kulturu čitanja i promišljanja, popularizirati pojedina područja, tematizirati aktualna društvena, politička i kulturalna pitanja, te promovirati nove, ali i već etablirane autore. Poseban naglasak stavlja na kvalitetnu i inovativnu ukupnu prezentaciju (koncept, sadržaj i vizualni identitet knjiga).
"Biblioteci za početnike", koja u obliku knjiga u stripu obrađuje i objašnjavaja složene prirodne i društvene pojave, djela znamenitih mislilaca, osnove znanosti, svjetskih religija i druge važne teme iz društva, umjetnosti, povijesti i znanosti, 2004. godine na sajmu knjiga Sa(n)jam knjige u Istri dodijeljena je nagrada Kiklop za biblioteku godine.

## Vanjske poveznice
Mrežna mjesta
- www.jesenski-turk.hr, službeno mrežno mjesto